# Las cartas de Beatrice
Las Cartas de Beatrice es un libro tangencial de la serie de libros infantiles Una serie de catastróficas desdichas de Lemony Snicket, el cual fue publicado poco antes del decimotercer y último capítulo. Como se ve en su portada, el libro esta "sospechosamente ligado al decimortercer libro "El fin" , aunque en la versión británica se menciona que "contiene una pista sobre el decimotercer libro".
El libro consiste en trece cartas, seis de Beatrice Baudelaire para Lemony Snicket, seis de Lemony Snicket para Beatrice Baudelaire, y una de Lemony Snicket para su editor (una de estas aparece en cada libro de la serie principal, pero esta es la primera vez que una de estas cartas es incorporada dentro del argumento). Sin embargo, las dos Beatrices, a pesar de compartir un nombre, son dos individuos diferentes, y mientras las cartas de Lemony Snicket son claramente escritas comenzando desde su niñez y terminando poco antes del nacimiento de Violet Baudelaire, las cartas de Beatrice para Snicket aparentemente son escritas después de los eventos ocurridos en El Fin. La Beatrice adulta es a la que Lemony Snicket se refiere a través de sus libros de Una serie de catastróficas desdichas como su difunto amor, y su identidad como la madre de los niños Baudelaire en la serie es revelada en Las Cartas de Beatrice, pero la identidad de la joven Beatrice no se explica directamente, dejando la afirmanción de que ella también tiene alguna conexión con Violet, Klaus, y Sunny (aunque en El Fin se revela que ella es la hija de Kit Snicket).
En junio en una de las actualizaciones de la lista de envíos del AuthorTracker de HarperCollins , se da a conocer una cita del libro la cual dice así:
“El único otro estudiante que conozco en esta clase es a O., el cual no es nada más que una molestia. Mientras me encuentro escribiendo esto, él está llenando su cuaderno de anagramas con palabras obscenas.” 
En julio en una de las actualizaciones del AuthorTracker, se mencionó que el libro incluye, "una nota pasada en clase, un sorprendente telegrama, un soneto en código, y una súplica desesperada de ayuda entre el Sr. Snicket y Beatrice." También se afirmó que el libro "empieza mucho antes de "Un mal principio" y se extiende más allá de "El Fin"." En realidad los dos corresponsales no se escriben el uno al otro directamente. Lemony Snicket le escribe sólo a la primera Beatrice (la madre de los Baudelaire) y comienza mucho antes de Un mal principio. De hecho, incluso antes de que Violet, Klaus y Sunny nacieran. Las cartas de Beatrice, sin embargo, son escritas por la segunda Beatrice Baudelaire (la hija de Kit Snicket) y son escritas después de "El Fin". Cuando Lemony Snicket le escribe menciona la bebida "Root Beer Floats" (cerveza de raíz con nieve flotando encima) que él y Beatrice compartierón juntos, cuanto la amaba e insinuó sobre lo que ocurrió cuando le pidió matrimonio. Cuando Beatrice Baudelaire le escribe a Lemony Snicket ella habla sobre que tan alejados se encuentran uno del otro y como es que nunca se han conocido. Al comienzo de "Las Cartas de Beatrice" Lemony Snicket menciona que él es el niño de once años y de la misma edad de Beatrice. Beatrice no habría sido una Baudelaire aun al comienzo del libro porque aún no se encontraba casada con ningún Baudelaire. 
O quizás, Snicket simplemente se disfrazó de un niño de 11 años y tal vez en verdad ya era un adulto. Puede que esto último sea cierto debido a que el lenguaje que utilizó en la primera carta no es tan complejo como los que escribe en los libros, aunque algo del vocabulario que utiliza ya es muy avanzado para un niño de 11 años. Por ejemplo: "Tu reporte oral en la historia del Soneto." Al final del libro ambos habrían crecido y Beatrice se habría casado con Bertrand Baudelaire, y convertido entonces en una Baudelaire. Si al comienzo del libro Beatrice ya es una Baudelaire entonces ella es la segunda Beatrice la cual fue adoptada por los huérfanos Baudelaire. Al final del libro Beatrice menciona que tiene diez años de edad. Lemony Snicket es un adulto al final del libro así que esa sería otra razón de asumir que las cartas pertenecen a otra Beatrice. Esto significa también que el tiempo en que ella escribe estas cartas ocurre diez años después de El Fin.
La carpeta contiene un folleto con correspondencia de fax, letras de tarjetas desprendibles y un póster con doble vista dibujado por Brett Helquist.
Cada letra desprendible aparece de diferentes e interesantes formas. Por ejemplo, como la primera letra es una E, en la siguiente página del libro, hay una carta de Snicket para Beatrice. Aparece un mapa que Snicket le había dibujado a Beatrice que mostraba donde ella debía encontrarse con él, dicho mapa forma la letra E. Otro ejemplo es la Fig. 3 (El Mechón de Pelo) que tiene forma de letra C, la cual aparece en la anterior letra desprendible. Si miras cada carta enviada y la comparas con la letra desprendible que aparece antes, descubrirás que cada carta contiene una letra similar a la letra desprendible. El pisapapeles forma la S en la letra desprendible anterior, y como ya se mencionó el mechón de pelo forma la letra C y así sucesivamente. Las letras, en orden, aparecen así: EENSIKRACTAB. Todas las letras de tarjetas desprendibles y todas las letras de las cartas son idénticas.
Aparentemente las tarjetas desprendibles son un anagrama en inglés de 'Beatrice Sank' (Beatrice se hundió), o también 'Baticeer Sank' (la Baticeer se hundió), debido a que se mencionó que Beatrice era una baticeer (entrenadora de murciélagos). Puede que dicho anagrama se refiera al bote (el cual, por las ilustraciones, parece ser el que los huérfanos y Olaf utilizaron para escapar al final de El penúltimo peligro) o a la persona. Las letras también forman las palabras "Brae in Casket"(Brae en ataúd). Esto puede ser probablemente posible, por las letras desprendibles que forman (S-T-I-C) el cual es un anagrama de "cist," que es un tipo de ataúd. Otra posibilidad es 'A Brae Snicket'(Un Sniket Brae). Esto tendría algo de sentido debido a que la palabra "brae-men" (persona que vive en las Islas Shetland de Escocia) es mencionada a través del libro. También, se reveló que existen dos Beatrice Baudelaire. Unos creen que es la madre de los Baudelaire, y otros su hermana. Sin embargo, en El Fin, se reveló que la segunda Beatrice es la hija de Kit Snicket, de la cual los Baudelaire se convirtierón en su guardian. En una carta (aparentemente escrita por la Beatrice joven) ella dice que recuerda a "Sunny apareciendo en la radio hablando sobre sus recetas." Como en la serie Sunny es una pequeña que apenas camina, esto podría indicar que las Cartas de Beatrice, en realidad, se extienden más allá de El Fin. Otra carta, escrita por Lemony Snicket para, posiblemente, la antigua Beatrice, dice: "Busca al niño de once años que viste con una corbata verde" refiriéndose a él mismo. Esto puede probar que esto comenzó antes de Un mal principio, y siguió hasta la edad adulta de Snicket. Apoyando esto aún más, hay otra forma idéntica de Beatrice en la portada. (Ver detrás de la silueta de su cabello.) Las cartas dentro del libro son correspondientes entre Lemony y las dos Beatrices, aunque se deja que el lector determine cual Beatrice es cual. Sin embargo el anagrama de "Beatrice Sank" (Beatrice se hundió) puede referirse al bote nombrado así por Beatrice Baudelaire debido a que las Cartas de Beatrice se extienden mucho después del decimotercer libro. Además "El Beatrice" (el bote) fue construido por B quien tal vez sea la otra Beatrice, o Bertrand, los padres fallecidos de los Baudelaire. O, puede que signifique que desde El penúltimo Peligro el bote ya se llamaba "El Beatrice", el anagrama de "Beatrice Sank" tal vez explica como "El Beatrice", se destruyó en el mar. Al final del libro, se mencionó en la carta de Lemony Snicket para su editor, que intencionalmente colocó las letras para que así fuesen descifradas en diferentes formas, como él lo menciona: "...Pero las letras no son letras, así que el arreglo de las letras pueden deletrear más de una cosa...". 
Debido a que la palabra en inglés "Letter" significa "carta" y "letra", Snicket puede jugar con los significados confundiendo al lector como lo suele hacer. Así que el enunciado mencionado anteriormente puede traducirse también como sigue: "...Pero las cartas no son cartas, así que el arreglo de las letras pueden deletrear más de una cosa..."(Con esto se da a entender que "letters" no significan "cartas" sino "letras").
Algo interesante en esta historia es que se identifica a Beatrice como una baticeer, supuestamente alguien que entrena murciélagos. Sin embargo dicha palabra no existe en el vocabulario Inglés. Así que es más lógico que baticeer sea un anagrama de Beatrice.
El libro hace una referencia al poema llamado My Silence Knot (Mi Nudo Silencioso). Este, por supuesto es, un anagrama en inglés de Lemony Snicket.
También algo interesante es que todas las tarjetas de las letras combinadas con los cuatro pisapapeles de las letras deletrean "baticeer niece stalks." (la sobrina de la baticeer acecha).
Se confirmó en la página de internet de Harper Collins Children's Books Book Blast, que las siguientes son 'revelaciones impactantes' que serán encontradas en Las Cartas de Beatrice:
- La Clase de Códigos es aburrida.
- Hace tiempo, Lemony Snicket era un corregidor de ortografía asistente de obituario.
- Sorprendentemente, Beatrice tenía 10 años de edad, o probablemente, Lemony y Beatrice se conocieron cuando ambos tenían 10 años.
- Las letras desprendibles deben ser removidas y ordenadas para revelar por lo menos un importante mensaje secreto, después guardados en uno de dos carpetas ocultas.
- Los Root beer float (cerveza de raíz con nieve flotando encima) son un buen trato.

El libro incluye un póster con doble vista, y utilizándolo en conjunto con el libro El Fin es posible que los restos del bote, con el fragmento de un letrero que dice Beatrice, sea el bote en el que los cuatro huérfanos salieron, y que la segunda Beatrice, es en realidad la hija de Kit Snicket.
Cuando el bote se estrelló, los Baudelaire y Beatrice (la bebé) se separaron y ahora Beatrice está tratando de encontrar al Sr. Snicket para que le ayude a localizar a los Baudelaire. También, tomando pista de El Fin y de Las Cartas de Beatrice se revela que la primera Beatrice--de la cual Lemony Snicket se enamoró--es en realidad la madre de Violet, Klaus y Sunny, una de las Beatrices es la Beatrice joven, debido a que ella menciona que recuerda a "Sunny en la radio" (así que Sunny ya es adulta para ese tiempo). La evidencia también puede ser tomada de las letras desprendibles, que forman el anagrama Beatrice Sank (Beatrice se hundió). Beatrice era el bote en el que los huérfanos salieron, así que evidentemente el bote se hundió.
Sin embargo, las espátulas que aparecen en El penúltimo peligro se ven entre los restos del bote, hasta ahora no se sabe si fueron utilizados como remos.
Este libro también revela que Beatrice, la que Snicket amaba, era compañera de clase de la Duquesa de Winnipeg o R, y aparentemente Snicket creía que avergonzaba a Beatrice frente a R. La letra R está en el anillo mencionado en El Fin, y está relacionado con la Duquesa de Winnipeg antes de que circulara alrededor de los miembros de VFD.
Una nota interesante que remarcar es que aunque Lemony Snicket mencionó en Lemony Snicket: La Autobiografía No Autorizada que después de "una confusa y emocionante niñez", él "conoció a una mujer, se enamoró, y ya jamás volvió a ser feliz". Sin embargo, algunas fuentes sobre las Cartas de Beatrice indican que Lemony y Beatrice se conocieron cuando ambos tenían diez años, y alguien de diez años se cuenta como un niño, así que ahí hay algo de confusión.
- Datos: Q523766